# Station Odense Sygehus
Station Odense Sygehus is een spoorweghalte in de stad Odense in  Denemarken direct naast het Universiteitsziekenhuis. Het station ligt aan de lijn Odense - Svendborg. Het ziekenhuis is met een loopbrug verbonden met de halte waarvandaan drie keer per uur een trein vertrekt in beide richtingen. Even ten zuiden van de halte ligt Odense Zoo.